# 第48回ベルリン国際映画祭
第48回ベルリン国際映画祭は1998年2月11日から22日まで開催された。

## 概要
コンペティション部門は、504本というこれまでで最も多い作品数の中から24本の長編と10本の短編が出品され、ブラジル映画『セントラル・ステーション』が金熊賞を受賞した。
当初はダライ・ラマの半生を描いたマーティン・スコセッシ監督の『クンドゥン』が上映される予定であったが、中国政府の抗議を受けるという出来事があった。映画祭側は上映を望んだが、スコセッシが映画を取り下げ、また2つの中国の制作会社が映画祭への参加を取り止めた。

## 受賞
- 金熊賞：『セントラル・ステーション』(ウォルター・サレス)
- 銀熊賞
  - 審査員特別賞：『ウワサの真相/ワグ・ザ・ドッグ』 (バリー・レヴィンソン)
  - 監督賞：ニール・ジョーダン (『ブッチャー・ボーイ』)
  - 男優賞：サミュエル・L・ジャクソン (『ジャッキー・ブラウン』)
  - 女優賞：フェルナンダ・モンテネグロ (『セントラル・ステーション』)
  - 芸術貢献賞：アラン・レネ (『恋するシャンソン』)
  - 貢献賞(an outstanding single achievement) ：マット・デイモン (『グッド・ウィル・ハンティング/旅立ち』)

## 上映作品

### コンペティション部門
長編映画のみ記載。アルファベット順。邦題がついていない場合は原題の下に英題。
| 題名 原題                                             | 監督                                            | 製作国                                    |
| ----------------------------------------------------- | ----------------------------------------------- | ----------------------------------------- |
| Barbara                                               | ニルス・マルムロス                              | デンマーク                                |
| セントラル・ステーション Central do Brasil            | ウォルター・サレス                              | ブラジル フランス                         |
| Das Mambospiel (The Big Mambo)                        | ミヒャエル・グヴィスデク                        | ドイツ                                    |
| 台北ソリチュード Fang lang                            | リン・チェンシェン                              | 台湾                                      |
| ガールズ・ナイト Girl’s Night                         | ニック・ハラン                                  | イギリス                                  |
| グッド・ウィル・ハンティング/旅立ち Good Will Hunting | ガス・ヴァン・サント                            | アメリカ合衆国                            |
| アイ ウォント ユー I Want You                         | マイケル・ウィンターボトム                      | イギリス                                  |
| 恋は結婚式の後で… Il testimone dello sposo            | プピ・アヴァティ                                | イタリア                                  |
| ジャッキー・ブラウン Jackie Brown                     | クエンティン・タランティーノ                    | アメリカ合衆国                            |
| ジャンヌと素敵な男の子 Jeanne et le garçon formidable | オリヴィエ・デュスカレル ジャック・マルティノー | フランス                                  |
| セクシャリティーズ La mirada del otro                 | ビセンテ・アランダ                              | スペイン                                  |
| 失われたトランク Left Luggage                         | ジェローン・クラッベ                            | アメリカ合衆国 オランダ ベルギー イギリス |
| 恋するシャンソン On connaît la chanson                | アラン・レネ                                    | フランス スイス イギリス                  |
| SADA 戯作・阿部定の生涯                               | 大林宣彦                                        | 日本                                      |
| Страна глухих (Country of the Deaf)                   | ヴァレリー・トドロフスキー                      | ロシア フランス                           |
| ビッグ・リボウスキ The Big Lebowski                   | コーエン兄弟                                    | アメリカ合衆国                            |
| ボクサー The Boxer                                    | ジム・シェリダン                                | アメリカ合衆国 アイルランド               |
| ダウン・アンダー・ボーイズ The Boys                   | ローワン・ウッズ                                | オーストラリア                            |
| ブッチャー・ボーイ The Butcher Boy                    | ニール・ジョーダン                              | アイルランド アメリカ合衆国               |
| The Commissioner                                      | ジョルジュ・シュルイツァー                      | イギリス ドイツ ベルギー アメリカ合衆国   |
| The Sound Of One Hand Clapping                        | リチャード・フラナガン                          | オーストラリア                            |
| シュウシュウの季節 Xiu Xiu: The Sent Down Girl        | ジョアン・チェン                                | 香港 アメリカ合衆国 台湾                  |
| あまりにも大きな（小さな）愛 Trop (peu) d'amour       | ジャック・ドワイヨン                            | フランス                                  |
| ウワサの真相/ワグ・ザ・ドッグ Wag the Dog             | バリー・レヴィンソン                            | アメリカ合衆国                            |
| ホールド・ユー・タイト 愈快樂愈墮落                   | スタンリー・クワン                              | 香港                                      |

### コンペティション外
- 大いなる遺産 – アルフォンソ・キュアロン (アメリカ)
- 相続人 – ロバート・アルトマン (アメリカ)
- もののけ姫 – 宮崎駿 (日本)
- レインメーカー – フランシス・フォード・コッポラ (アメリカ)

## 日本映画
コンペティション部門には、阿部定事件を描いた『SADA 戯作・阿部定の生涯』が出品された。
パノラマ部門では熊切和嘉の『鬼畜大宴会』、合津直枝の『落下する夕方』、フォーラム部門では中川陽介の『青い魚』、本橋成一の『ナージャの村』、今敏の『パーフェクトブルー』、市川準の『東京夜曲』がそれぞれ上映された。

## 審査員
- ベン・キングズレー (イギリス/俳優)
- ヘルムート・ディートゥル (ドイツ/監督)
- エクトル・オリヴェラ (アルゼンチン/監督)
- ブリジット・ルアン (フランス/女優・監督)
- センタ・バーガー (オーストリア/俳優)
- レスリー・チャン (香港/俳優)
- マウリツィオ・ニケッティ (イタリア/俳優・脚本家)
- リ・チォック・ト (香港/香港国際映画祭ディレクター)
- アネッテ・インスドルフ (アメリカ/評論家)
- マヤ・トゥロフスカヤ (ロシア/評論家)
- マイケル・ウィリアムズ＝ジョーンズ (イギリス/ミラマックス・インターナショナル)